# Sunil Sitaldin
Sunil Algram (Sunil) Sitaldin is een Surinaams diplomaat. Hij werd op 28 december door president Chan Santokhi beëdigd als de nieuwe ambassadeur voor de Verenigde Naties.

## Biografie
Sitaldin slaagde voor een Bachelor of Laws aan de Anton de Kom Universiteit van Suriname en werkte van mei 1993 tot eind 2021 als beleidsadviseur voor het ministerie van Buitenlandse Zaken. Voor de VHP was hij plaatsvervangend lid van de Commissie Internationale Betrekkingen.
Medio november 2021 lekte een lijst uit met ambassadeurs in spé die op dat moment een diplomatenopleiding in Suriname volgden, waarop Sitaldin voorkwam als kandidaat voor de post in New York. Iets meer dan een maand later beëdigde president Chan Santokhi hem voor de functie van ambassadeur voor de Verenigde Naties, die in New York zetelen. Daarnaast heeft hij tot taak de samenwerking met multilaterale organisaties te onderhouden, de belangen van Surinamers in het buitenland te behartigen en financieringen voor Suriname te werven.
Voor de 78e sessie van de Algemene Vergadering van de Verenigde Naties werd Sunil Sitaldin op 1 juni 2023 voor Suriname gekozen tot vicevoorzitter; de Guyaanse ambassadeur Dennis Francis werd gekozen als voorzitter.